# Milton Hindus
Milton Hindus est un écrivain et universitaire américain né le 26 août 1916 à New York et mort le 28 mai 1998 à Waltham. Il est connu pour avoir longtemps admiré et défendu Louis-Ferdinand Céline, avant d'être, suite à une visite rendue à l'écrivain dans son exil de Korsör au Danemark (juillet-août 1948), convaincu de son antisémitisme.

## Biographie
Né en 1916 d'une famille juive, Milton Hindus est principalement connu pour son ouvrage L.-F. Céline tel que je l’ai vu (The Crippled Giant), paru en 1950 aux États-Unis, qui fait le portrait de l'écrivain Louis-Ferdinand Céline,  rencontré au cours de l’année 1948 alors qu'il est en exil au Danemark, étant accusé, par la justice française, de collaboration pendant l'occupation allemande de la France. 
En effet, l'universitaire, alors jeune professeur de littérature à l'université de Chicago, dans les années 1930, découvre l'écrivain à travers ses deux premiers ouvrages, Voyage au bout de la nuit et Mort à crédit. Il est cependant déçu par les opinions antisémites de l'auteur, manifestées dans les pamphlets Bagatelles pour un massacre, L'École des cadavres et Les Beaux Draps. Après la guerre, Milton Hindus reste cependant un défenseur de Céline, et entretient avec lui une correspondance, alors que ce dernier est emprisonné au Danemark. Il a entretemps été nommé professeur à la Brandeis University, et fait paraître une édition de Mort à Crédit traduite en anglais, qu’il préface de façon très élogieuse. L'Américain décide de rencontrer Céline, sur son invitation, et part pour l'Europe en juillet 1948, où il croise d'abord Jean Paulhan et Gen Paul, deux proches de l’écrivain, avant de partir pour le Danemark, où il passe trois semaines aux côtés de Céline, Lucette et leur chat Bébert. Cette rencontre se passe relativement mal et Hindus écrit, à partir de cette rencontre, son ouvrage L.-F. Céline tel que je l’ai vu. Il y fait un portrait peu flatteur de l’écrivain, le décrivant « aussi bourré de mensonge qu'un furoncle de pus ». Louis-Ferdinand Céline essaye d'intenter un procès, mais l'ouvrage n'a que peu d'échos en France. Les deux hommes se perdent de vue après ces événements. Du reste, son ouvrage sur Céline est le premier livre de nature biographique consacré à l'écrivain, et constitue une source importante pour l'étude célinienne, puisque l'auteur décrit en détail la vie, l’aspect et les manières de Louis-Ferdinand Céline. Il semble que Céline se soit inspiré de lui pour son personnage du professeur Y dans ses Entretiens avec le professeur Y (1955).
Milton Hindus est en outre l'un des promoteurs de l’œuvre de Marcel Proust aux États-Unis, auquel il consacre deux ouvrages, La Vision proustienne en 1954, et Un guide pour le lecteur de Marcel Proust en 1962. L'universitaire est aussi l’éditeur d'une série de livres intitulée La Bibliothèque de la pensée conservatrice. Il a d’autre-part travaillé sur l’œuvre de nombreux auteurs américains, comme Walt Whitman ou Scott Fitzgerald, et plus spécifiquement d'auteurs juifs américains, comme le poète Charles Reznikoff,.
Il meurt le 28 mai 1998, d'une crise cardiaque, à Waltham, aux États-Unis.

## Publications
- 1950 : L.-F. Céline tel que je l’ai vu
- 1954 : La Vision proustienne
- 1955 : Leaves of grass, one hundred years after, new essays
- 1962 : Un guide pour le lecteur de Marcel Proust
- 1968 : F. Scott Fitzgerald; an Introduction and Interpretation
- 1969 : The Old East Side, an Anthology
- 1971 : Walt Whitman
- 1977 : Charles Reznikoff: A Critical Essay
- 1980 : The Broken Music Box
- 1994 : Irving Babbitt, Literature, and the Democratic Culture
- 1997 : Walt Whitman: The Critical Heritage

## Filmographie
- Louis-Ferdinand Céline, film d'Emmanuel Bourdieu retraçant la rencontre entre Milton Hindus et Louis-Ferdinand Céline